# التعليم في فنلندا
نظام التعليم في فنلندا، هو برامج رعاية يومية (للأطفال الرضع والأطفال الصغار)، ويتكون من برامج ما قبل الدراسة لمدة سنة (أو روضة للأطفال في سن الست سنوات) وبرامج المدرسة الشاملة الأساسية الإلزامية لمدة تسع سنوات (ابتداءً من سن السابعة وحتى سن الثامنة عشر)، والتعليم الثانوي بعد المرحلة الإلزامية الأكاديمية أو ما يعرف بالتعليم العالي (الجامعة وجامعة العلوم التطبيقية)، وتعليم الكبار (لمن أراد الاستمرار في التعلم).
يمكن للطلاب في سن السادسة عشر وبعد الانتهاء من دراستهم الأساسية لمدة تسع سنوات في المدرسة الشاملة إكمال دراستهم الثانوية إما في المسار الأكاديمي (lukio) أو في المسار المهني (ammattikoulu) وكلاهما عادة ما يستغرق ثلاث سنوات ويعطي مؤهل للإكمال في التعليم العالي. تنقسم نظم التعليم العالي إلى جامعات وعلوم تطبيقية والمعروفة أيضاً باسم «جامعة العلوم التطبيقية». تمنح الجامعات درجة الليسانس والبكالوريوس والدكتوراه، في السابق كان بإمكان خريجي الجامعة فقط الحصول على درجات عالية (دراسات عليا) ولكن منذ تنفيذ عملية بولونيا يمكن أيضاً للحاصلين على درجة البكالوريوس التأهل للحصول على مزيد من الدراسات الأكاديمية، هناك سبعة عشر جامعة وسبعة وعشرين جامعة علوم تطبيقية في فنلندا.
وفقًا لبرنامج الأمم المتحدة للتطوير فإن نظام التعليم في فنلندا يُعد الرابع على مستوى العالم في 2019.

## التعليم في مرحلة الطفولة المبكرة (الرضع)
تعد مراكز العناية اليومية والحضانات ورياض الأطفال ذات الجودة العالية أمرا مهما جدًا لتنمية مهارات التعاون والتواصل لدى الأطفال الصغار مما يهيئهم للتعلم مدى الحياة، وكذلك لتعليمهم القراءة والرياضيات، وتستمر هذه المرحلة التحضيرية حتى يبلغ الطفل سن السابعة.
يركز التعليم الفنلندي في مرحلة الطفولة المبكرة على احترام فردية كل طفل وعلى توفير الفرصة لتطوير كل واحد منهم حتى يصبح شخصًا فريدًا من نوعه، ويعمل المربون الفنلنديون على توجيه الأطفال لتنمية المهارات الاجتماعية الاجتماعية والتفاعلية وتشجيعهم على الأخذ بعين الاعتبار احتياجات الآخرين ومصالحهم والاهتمام به وأن يكون لهم موقف إيجابي اتجاه الناس الآخرين والثقافات الأخرى والبيئات المختلفة.
والغرض من توفير فرص تنمية الاستقلالية هو حتى يتمكن الطفل من الاعتناء بنفسه عندما يكبر ويكون قادرًا على اتخاذ قرارات صالحة وعلى المشاركة المثمرة كمواطن فعال في المجتمع وعلى رعاية الأشخاص الآخرين الذين سيحتاجون مساعدته.
ولتعزيز ثقافة القراءة يعطى آباء الأطفال حديثي الولادة ثلاثة كتب، واحد لكل منهما وكتاب الطفل للمولود كجزء من حزمة الأمومة.